# Pseudoiulia cambriensis
La pseudoiulia (Pseudoiulia cambriensis) è un enigmatico animale marino estinto, probabilmente appartenente agli artropodi. Visse nel Cambriano inferiore (circa 520 milioni di anni fa) e i suoi resti sono stati ritrovati in Cina, nel ben noto giacimento di Maotianshan.

## Descrizione
Di questo animale sono noti solo due esemplari fossili, per di più incompleti. L'esemplare tipo mostra un corpo allungato simile a quello di un millepiedi, lungo circa 4 centimetri e alto 5 millimetri. Era costituito da 31 segmenti (tergiti) e da quello che si potrebbe considerare un segmento terminale. Le appendici tipiche degli artropodi sono conservate malamente, e si possono notare solo le parti esterne delle caratteristiche appendici biramate, con tanto di setole marginali.

## Classificazione
Rispetto a tutti gli artropodi presenti nel giacimento di Maotianshan, Pseudoiulia sembra essere stato molto differente e non sembra aver avuto alcun parente stretto. Gli esopodi dotati di setole differiscono molto da quelli di Fuxianhuia e Chengjiangocaris, e la forma del corpo è notevolmente distinta da altri artropodi simili a trilobiti o crostacei. Alcuni studiosi ritengono che questo animale facesse parte del gruppo dei Megacheira (artropodi dotati di grandi appendici anteriori), dal momento che alcuni rappresentanti di questo gruppo (come Jianfengia e Fortiforceps) possedevano un corpo allungato. Un'altra possibilità, invece, è che questo animale fosse in qualche modo alla base del gruppo di artropodi che in seguito darà origine ai millepiedi, animali compiutamente terrestri. Un altro possibile antenato dei millepiedi è l'altrettanto enigmatico Xanthomyria.